# 小厩舎
小厩舎（しょうきゅうしゃ、仏語：Petite Écurie）は、ルイ14世時代に建てられた王族のための厩舎であり、ユネスコ世界遺産に登録されているヴェルサイユ宮殿の領地内にある。現在は、古代彫刻の研究および修復施設と国立高等建築学校が使用している。
不定期に公開。入場無料。

## 所在地
Place d’Armes, Versailles, France
宮殿正面を背にして右（南）側の厩舎。

## 沿革
1679年から、北側にある大厩舎（Grande Écurie) と同時進行で、ジュール・アルドゥアン＝マンサールの設計で建設された。
両厩舎とも殆ど同じ大きさと形式であるが、大厩舎は王の大騎士の称号を持つルイ・ド・ロレーヌとその子孫たちが代々監督し、小厩舎は第一騎士が監督しながらも大騎士の方針に従うという格差があり、馬を飼うだけでなく馬車の収蔵庫でもあった。
1683年から1685年にかけ、小厩舎の裏手に蹄鉄製造所が建てられる。
1787年、ルイ16世治下、経済上の理由により小厩舎の作業と人員が整理され、大厩舎に統合。

### 20世紀以降
1929年、小厩舎の建物全体が、フランスの歴史的建造物に指定される。
1935年から1939年まで、空軍学校の施設となる。
その後も軍施設が入り続け、
1967年くらいまでに軍隊が順次退去。
1969年以降、国立高等建築学校Ecole Nationale Supérieur d’Architecture de Versailles が小厩舎を校舎の一部として使用。
1970年から1973年にかけて、ルーブル美術館の古代ギリシャ、エトルスク、ローマ部門の彫刻が収蔵され始める。17、18世紀に型取りされた古代彫刻のコピーや、建築の一部が含まれる。
1988年、蹄鉄製造所のファサード（正面入り口）が、フランスの歴史的建造物に指定される。
1999年より、博物館の収蔵品の研究と修復を行う Centre de recherche et de restauration des musées de France（フランス美術館研究修復センター）も利用している。

#### 現代アートセンター、ラ・マレシャルリー
2004年、蹄鉄製造所が修復され、高等建築学校により、現代アートセンター「La Maréchalerie (ラ・マレシャルリー)」として開館。不定期に展覧会を開催している。

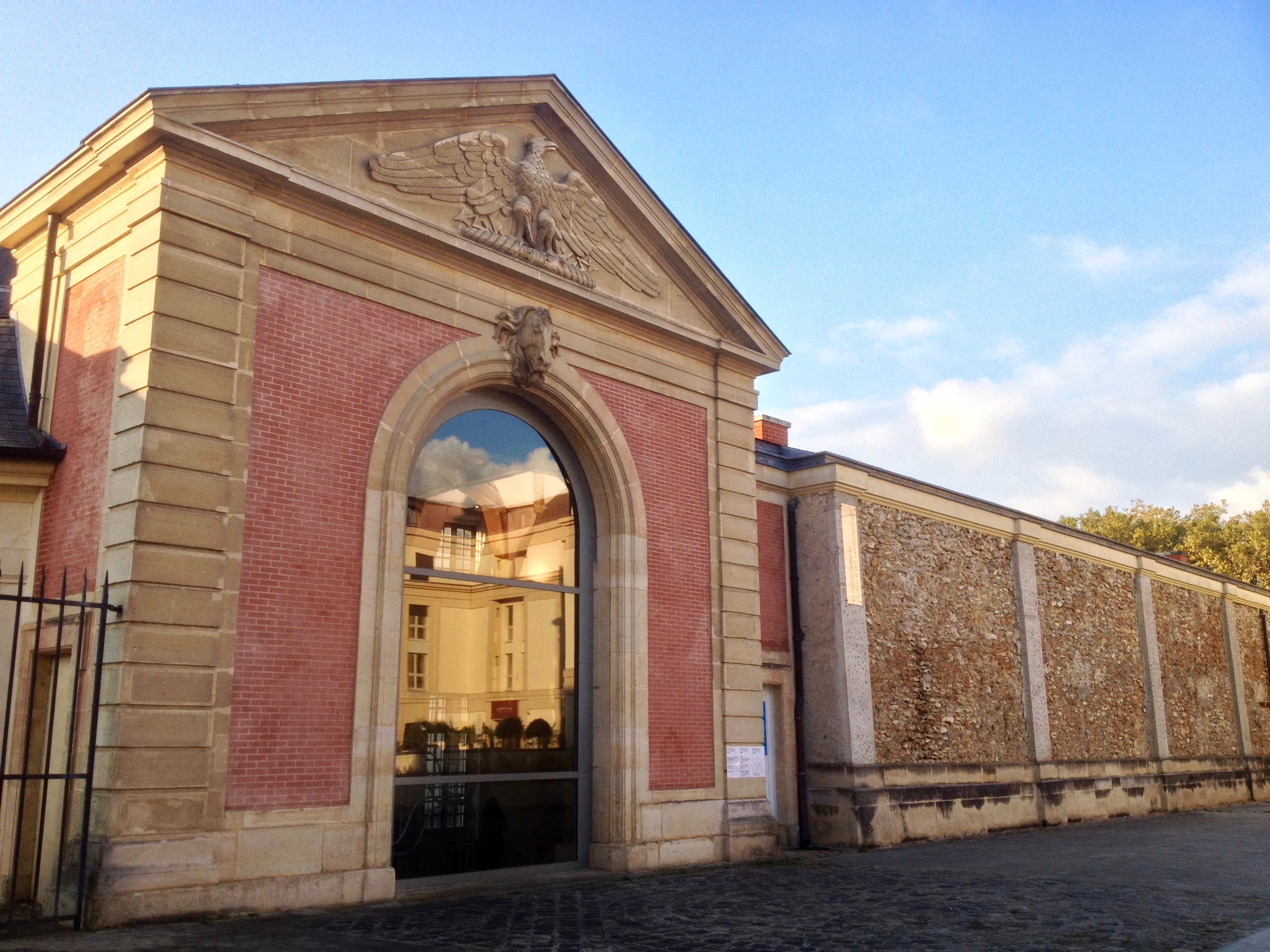
ラ・マレシャルリー正面
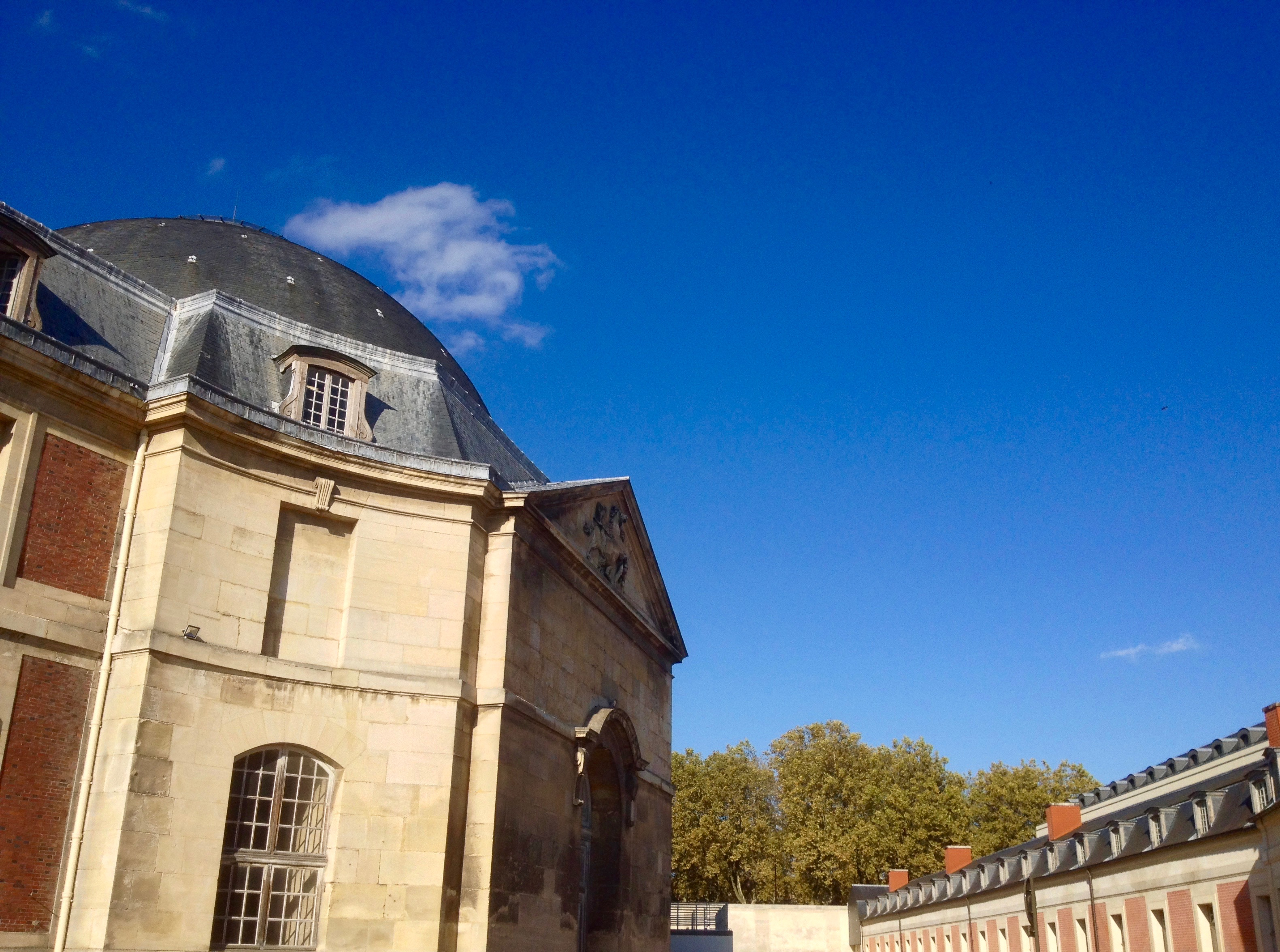
小厩舎裏口と蹄鉄製造所（ラ・マレシャルリー）

#### 彫刻とムラージュのギャラリー
2012年より、la Galerie des Sculptures et des Moulages（彫刻とムラージュのギャラリー）として不定期に開館。1970年以降置かれているコレクション以外にも、2008年以降ヴェルサイユ宮殿の庭から修復や保護のため移されてきている彫像も、見ることができる。それらはコピーが庭園に置かれ、ギャラリー内のものがオリジナルである。
例：
ラトナの噴水のラトナ像 (2015修復完了）
アポロンの水浴の木立にある群像 (2010修復完了）

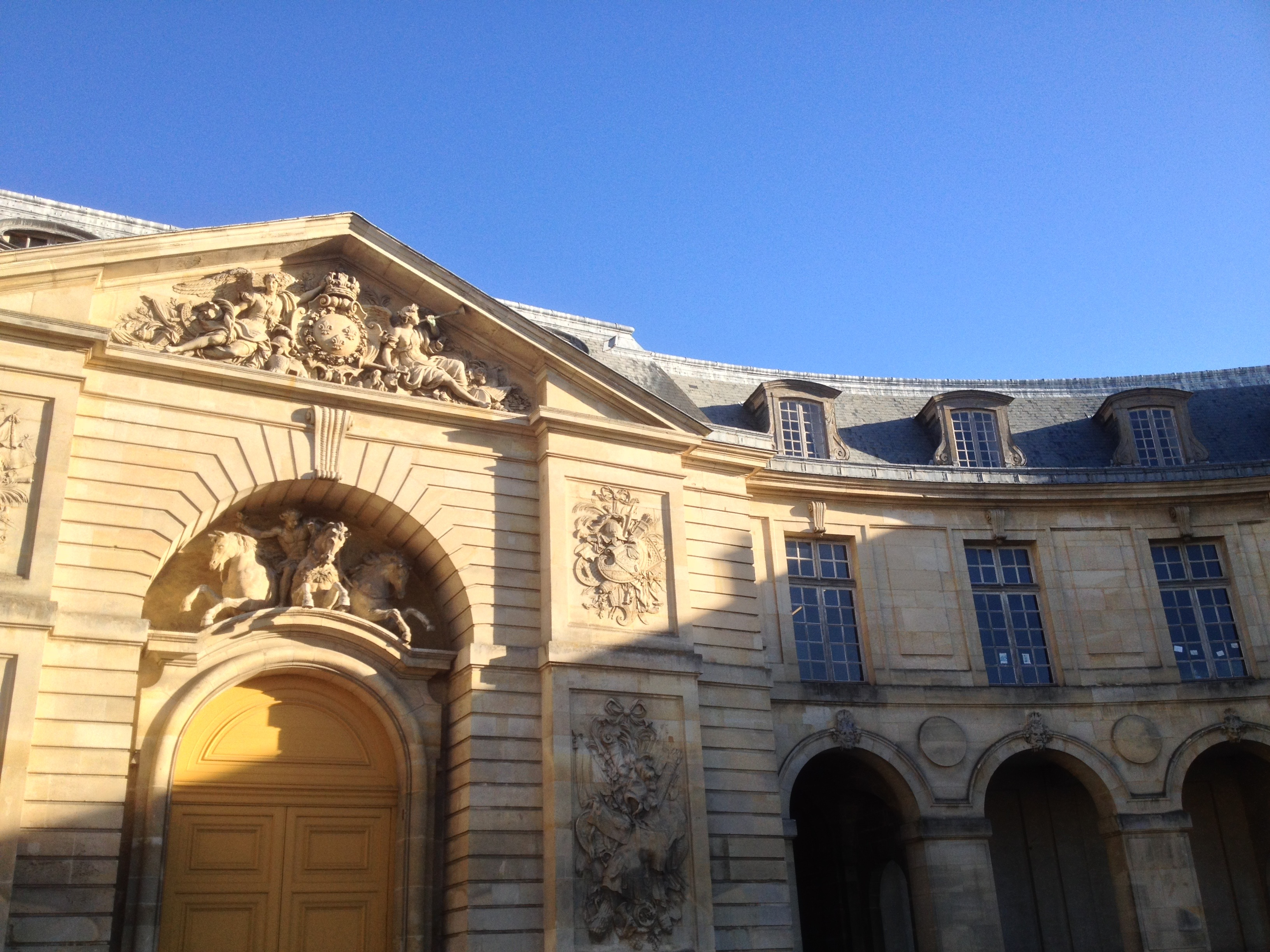
小厩舎正面、ギャラリー入り口
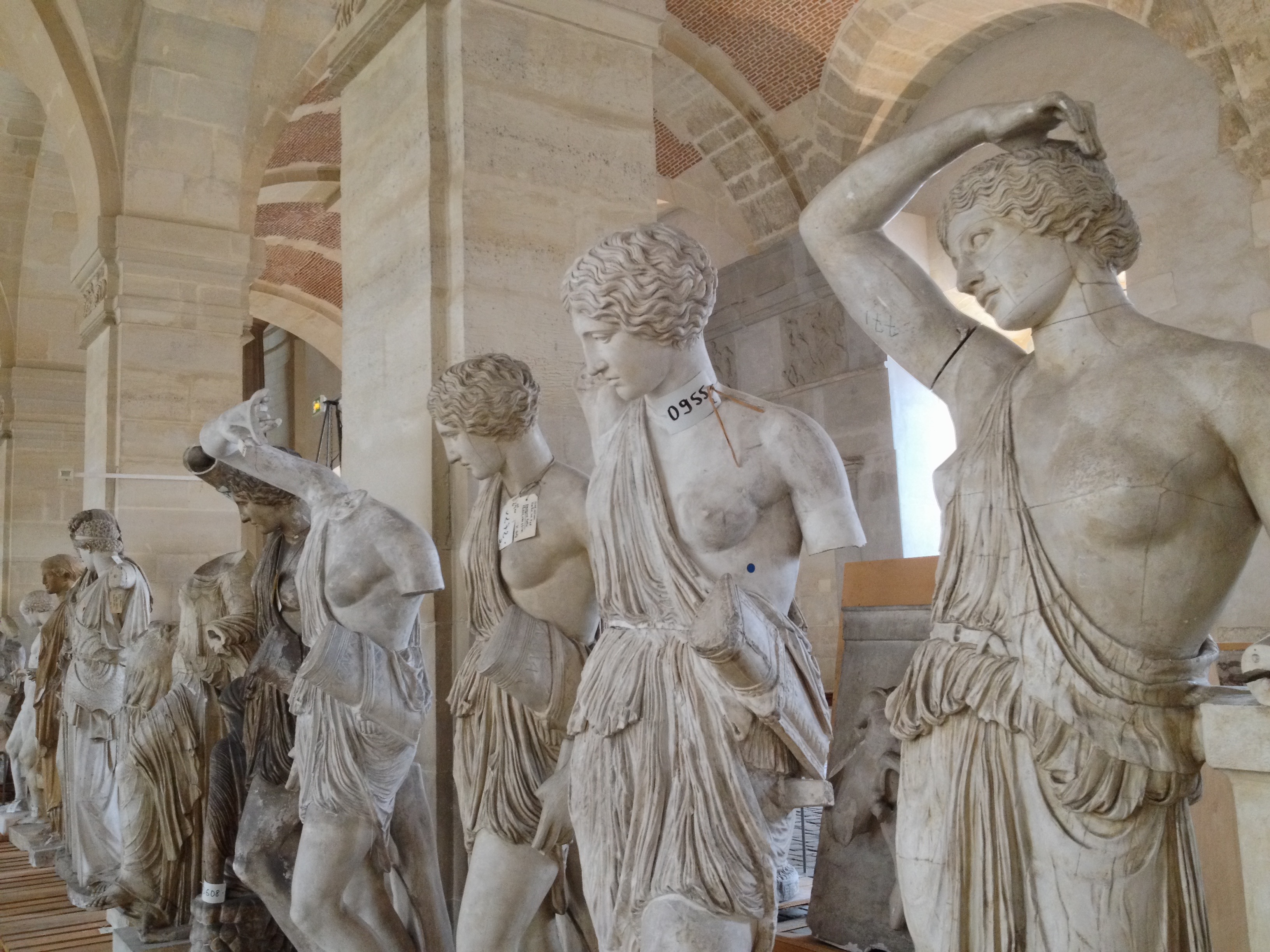
彫刻とムラージュのギャラリー内。彫像の後ろは、馬房を二列に分ける柱廊。
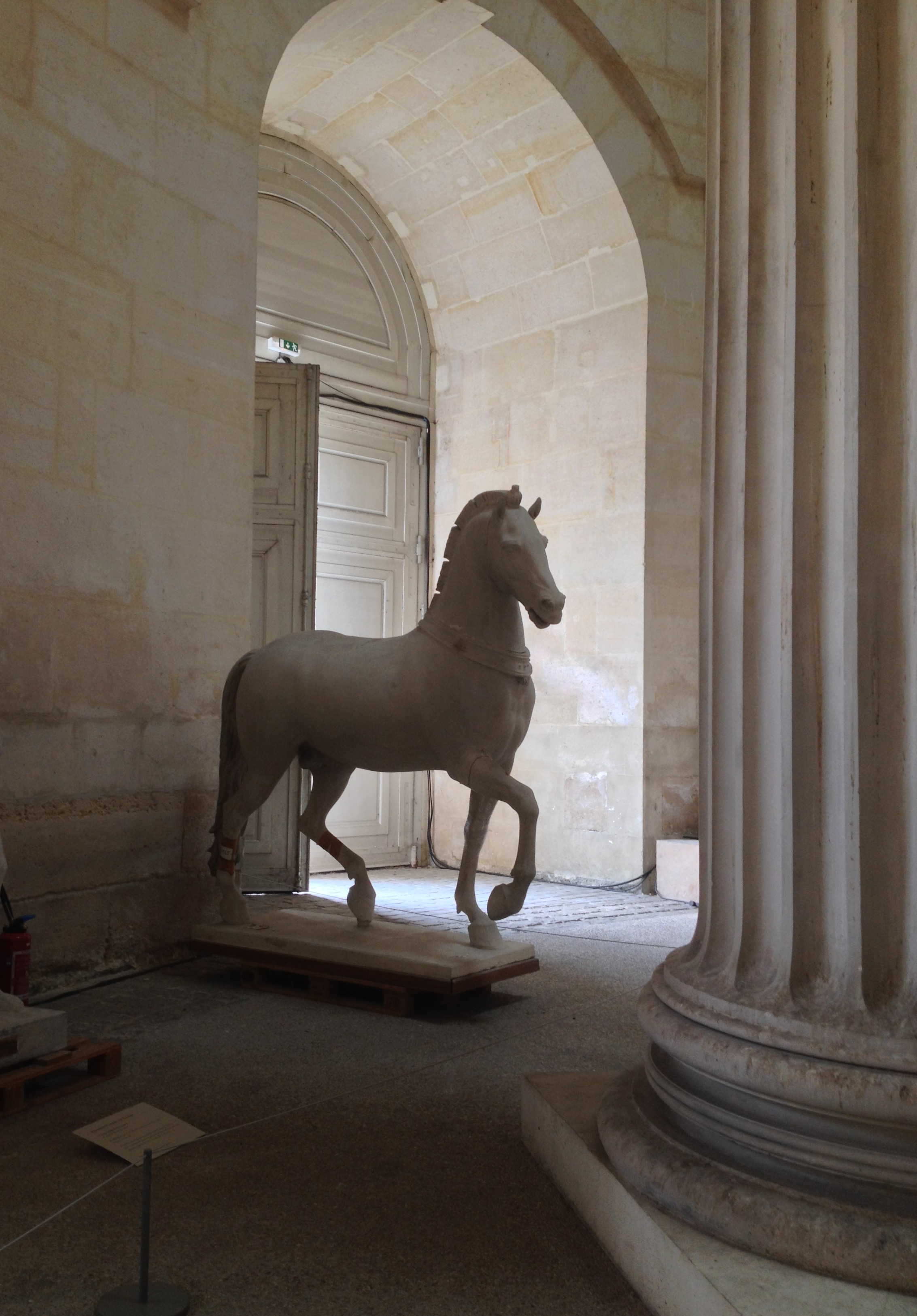
彫刻とムラージュのギャラリー内、円形馬場跡の脇
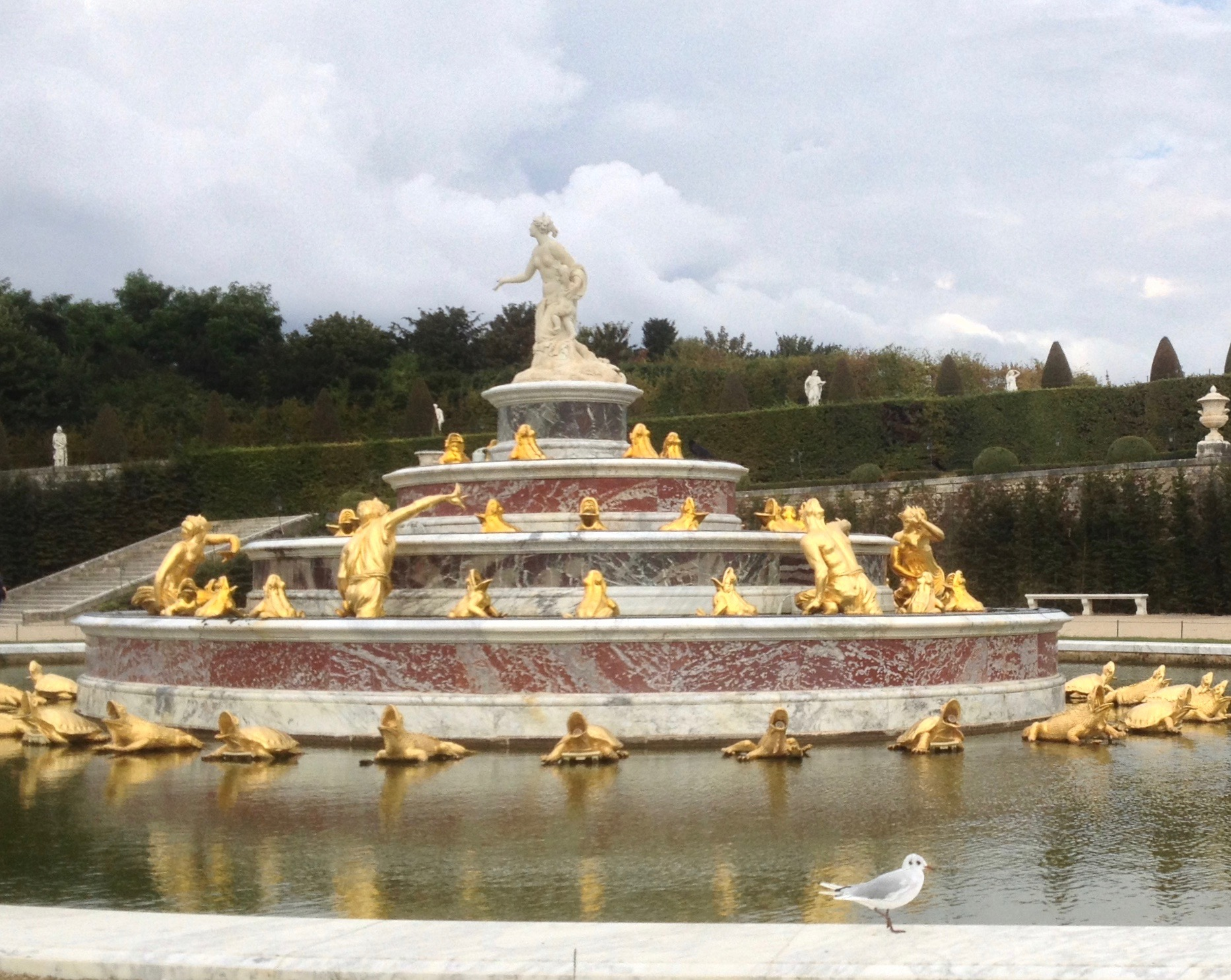
ラトナの噴水, 2016
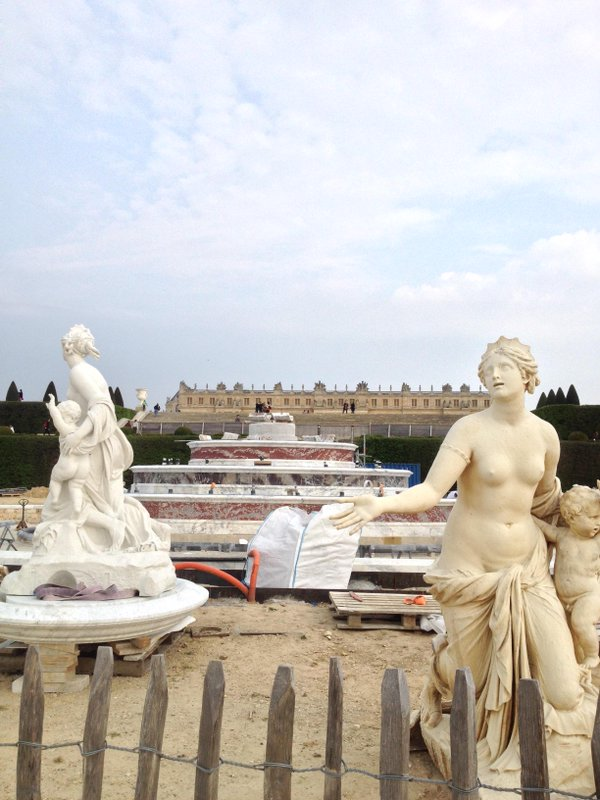
ラトナの噴水、コピーのラトナ像設置前, 2015
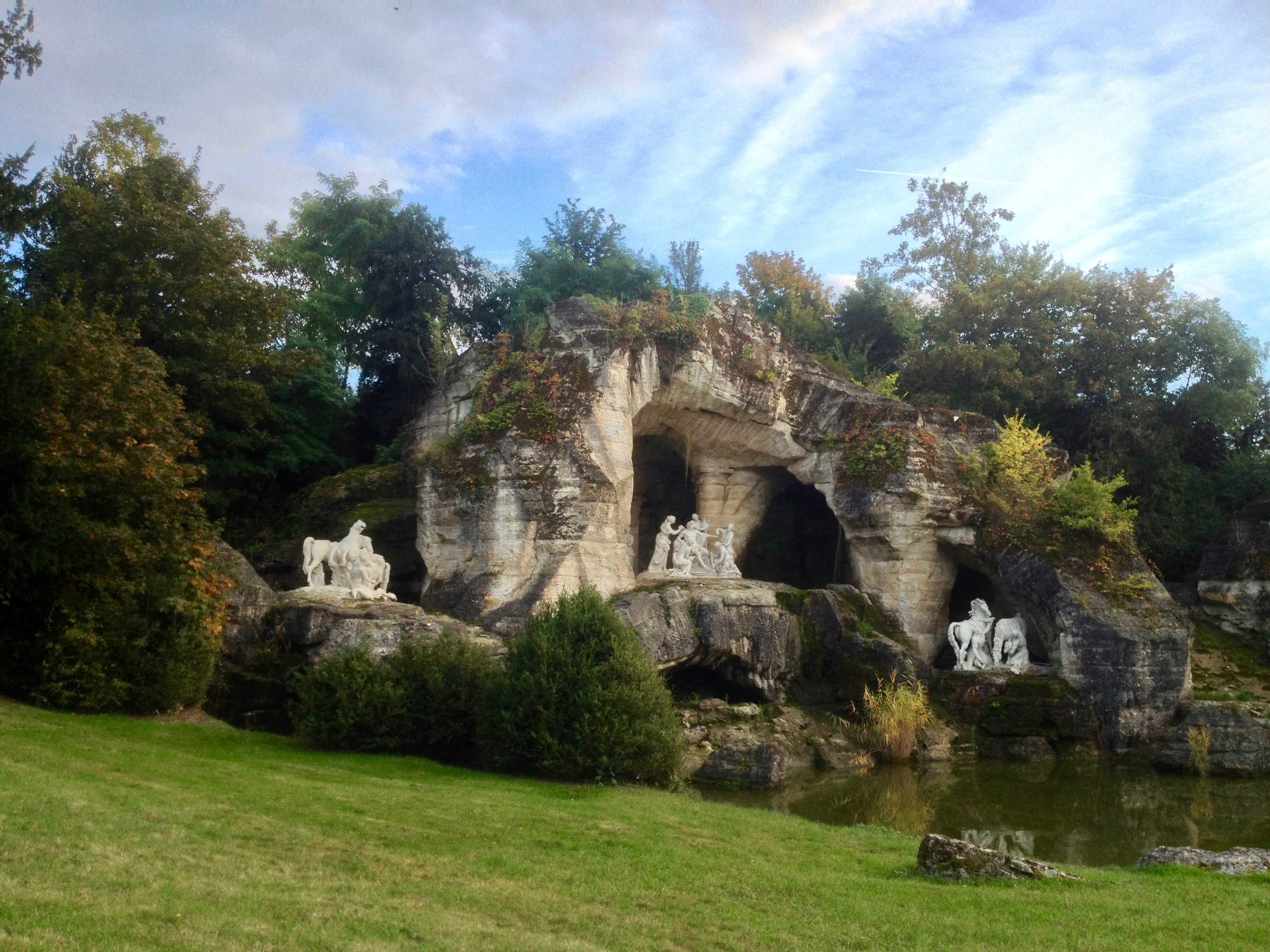
アポロンの水浴の木立の彫像群 2016

## 建築の特徴
- 左右対称の建物で正面の広場を囲み、中央に半円形の柱廊を構える。
- 中央奥にドーム型の屋根がある。この下が円形の馬場であった。馬場は、大厩舎では長方形である。
- 馬房は中央に柱廊を置いて二列。大厩舎では一列。
- このドームの下と元厩舎部分に、ルーブル美術館のコレクションやヴェルサイユ宮殿の彫像が、研究と修復の目的で置かれている。
- 中央部分を境に、奥の左右に中庭を囲む建物がある。
- 全体に、宮殿から見える壁は石、見えない壁には赤煉瓦が使われている。